# Audiosurf 2
Audiosurf 2, anciennement appelé Audiosurf Air, est un jeu vidéo de course et de rythme créé par Dylan Fitterer faisant suite à Audiosurf. Le but du jeu est de traverser un circuit généré par le jeu à partir d'une des musiques du joueur en essayant d'avoir le plus haut score possible. Cette suite ajoute un mode Wakeboard permettant au joueur d'altérer les musiques et dans lequel des bateaux tirent les joueurs et leur offre la possibilité d'effectuer des sauts et de figures,. En addition, un mode Audiosprint, dans lequel le joueur doit esquiver et sauter au-dessus d'obstacles, a également été ajouté. Le jeu supporte la coopération locale jusqu'à 4 joueurs. Il a été lancé le 2 octobre 2013 via l'accès anticipé de Steam et est compatible avec le Steam Workshop.

## Annonce
Le 22 mars 2012, une suite à Audiosurf nommée Audiosurf Air, est annoncée via le compte Twitter de Dylan Fitterer et l'écran d'accueil de Audiosurf.
Le 2 octobre 2013, Dylan Fitterer annonce un accès anticipé pour le jeu.